# Katsuyuki Konishi
Katsuyuki Konishi (小西克幸, Konishi Katsuyuki) (né le 21 avril 1973 à Wakayama) est un seiyū (acteur de doublage) japonais.

## Filmographie

### Séries d'animation
- Abenobashi Magical Shopping Street : Kôhei Tanaka
- Agatha Christie's Great Detectives Poirot and Marple : M. Robinson
- Airmaster: Konishi
- Alice au royaume de cœur : Blood Dupré
- Aquarian Age: Sign for Evolution : Shingo Hirota
- Arte (manga) : Leo
- Asu no Yoichi! : Ukyô Saginomiya
- Aquarion : Shiruha
- Avenger : Garcia
- Ayashi no Ceres : Tōya
- Bamboo Blade : Toraji Ishida
- Basquash! : Slash (5 ans avant)
- Beelzebub : Tatsumi Oga
- Black Cat : Zagine
- Black Clover : Fuegoleon Vermillion
- Bleach : Shuuhei Hisagi & Keigo Asano
- Blood+ : Hagi
- Bobobo-bo Bo-bobo : Kanemaru, Tarashi
- Bōnen no Xamdou : Akushiba
- Card Captor Sakura : Spinel Sun
- Détective Conan : Hojima Akira (ép. 335-336), Minoru Ogata (ép. 194-195), Nakamura (ép. 219), Ryoji Mizuhara (ép 405), Yoichi Tezuka (ép 202)
- D.Gray-man : Komui Lee
- Daphne in the Brilliant Blue : Jiro
- Dear Boys : Kenji Dobashi
- Deca-Dence : Kaburagi
- "Demon Slayer" : Tengen Uzui
- Diabolik Lovers : Reiji Sakamaki
- Diabolik Lovers: More, Blood : Reiji Sakamaki
- Dragon Ball Super : Ginyu
- Dragon Ball Z Kai : Ginyu
- Duel Masters : Knight
- Durarara!! : Tom Tanaka
- Engage Planet Kiss Dum : Masaki
- Fairy Tail : Luxus Draer
- Fantastic Detective Labyrinth : Ryûsuke Inogami
- Full Metal Panic : Satoru Shirai
- Fuuto Tantei : Renji Tachikawa
- Gakuen Heaven : Tetsuya Niwa
- Galaxy Angel Rune : Kuchen
- GaoGaiGar : Volfogg; Grand Volfogg
- Geisters : Victor Deicius
- GetBackers : Toshiki Uryuu & Shunsuke Akutsu
- Gintama : Sôtatsu Tendô
- Gokujou Seitokai : Shimon Kurisu
- Gokusen : Shinohara-sensei
- Gundam 00 : Johann Trinity
- Gunparade March (en) : Shion Ryuuzouji
- Gurren Lagann : Kamina
- Guyver : Agito Makishima/Guyver III
- Hayate le majordome : Kaede Nonohara
- Heat Guy J : Michelle Rubenstein
- Hellsing : Mason
- Hetalia : America / Alfred F.Jones, Canada / Matthew Williams
- Hikaru no Go : Ashiwara 4-Dan
- Hyōka : Takeo Kaitô
- Immortal Grand Prix (en) : Ricardo Montazio
- JoJo's Bizarre Adventure : Diavolo / King Crimson
- Jormungand : R
- Juuni Kokuki : King Hou
- Karin : Kenta Usui
- Kaze no stigma : Irwin Leszal
- Kemonomichi : Genzō Shibata
- Kuromukuro : Arthur Graham
- Kin'iro no Corda : Shinobu Ousaki
- Kill la Kill : Tsumugu Kinagase
- Kiss Dum : Masaki
- Kishin Taisen Gigantic Formula : Hasan Pappas
- Kitaro le repoussant : Azuki-arai, Shu no Bon, Dracula le 3e, Fils de la pub
- Kyō kara maoh ! : Shôri Shibuya
- Kyōshirō to towa no sora : Kyôshirô Ayanokôji
- Kyoushirou to Towa no Sora : Kyoushirou Ayanokouji
- Inazuma Eleven GO : Zanak Abalonic
- L'Habitant de l'infini : Eiku Shizuma
- La Corde d'or : Shinobu Ôsaki
- La Loi d'Ueki : Monjirô Oniyama
- Le Pacte des Yōkai Saison 4  : Père de Natsume (épisodes 11-13)
- Letter Bee : Largo Lloyd
- Loveless : Soubi Agatsuma
- Macross Frontier : Ozma Lee
- Mai-otome : Sergay Wáng
- Médaka Box : Moji
- MegaMan NT Warrior : Kenichi Hino (M. Match)
- Monkey Typhoon : Juterm
- Monochrome Factor : Ko
- Moyashimon : Kaoru Misato
- My Otome : Sergei Wong
- MÄR : Ash & Jupiter
- Naruto : Setsuna
- Nekogami Yaoyorozu : Employé au supermarché
- Nura : Le Seigneur des Yokaï : Ryuuji Keikain
- Oh! Edo Rocket : Genzô
- Ojarumaru : Muitsu Ichiroku
- Ōkami kakushi : Miyuki Washiu
- One Piece : Salco
- Onmyō Taisenki : Yatarô de l'enfer
- Papuwa : Marker, Fujii
- Phi Brain: Puzzle of God : Whist
- Pluster World : Mighty V
- Pokémon : Snorlax, Heracross, Delibird
- Pokémon Advanced Generation : Cacnea, Corphish, Brody
- Pokémon Diamond and Pearl : Cacnea, Croagunk, Gligar → Gliscor, Staraptor
- Prince of Tennis : Takahisa Kajimoto
- Pumpkin Scissors : Rahn
- Rental Magica : Sekiren
- Ribon : Masamune Matsumoto
- Rinne : Refuto
- Rune Soldier : Louie
- Sacred Seven : Yuji Kenmi
- Saint Seiya : Capella de l'Aurige (Hadès chapitre Sanctuaire)
- Saint Seiya : Ikki du Phoenix (Hadès chapitres Inferno et Elysion)
- Saint Seiya Omega : Lionet Sôma
- Samurai Champloo : Daikichi
- Samurai Deeper Kyo : Kyo & Kyoushiro Mibu
- Samurai Gun : Daimon
- School Rumble ; Killer
- Scrapped Princess : Fulle
- Sekaiichi hatsukoi : Masamune Takano
- Sekirei : Kaoru Seo
- Shakugan no Shana : Shiro & Merihim
- Shaman King : Amidamaru
- Shinkyoku Soukai Polyphonica : Rembart Saiki
- Shirokuma Café : Employé panda
- Shōnen onmyōji : Guren
- Silver Spoon : Yûgo Hachiken
- Skip beat : Ren Tsuruga
- Sonic X : Luke
- Superior Defender Gundam Force : Asuramaru
- La Loi d'Ueki : Monjirou Oniyama
- Tales of Symphonia : Lloyd Irving
- Togainu no Chi : Kiriwar
- Tokimeki Memorial Only Love : Ryouichi Kamino
- Tokyo Mew Mew : Michelle & Père d'Ichigo
- Transformers: Energon : Optimus Prime, Overdrive
- Trinity Blood : Radu Balfon
- Tytania : Fan Hulic
- Uchuu no Stellvia : Clark
- Valkyrie Apocalypse : Héraclès
- Wagamama Fairy Mirumo De Pon : Docteur
- Yakitate Japan : Carne

## Séries live
- Kamen Rider Gotchard : Gotchardriver (voix), divers Chemy (voix)
- Tensou Sentai Goseiger : GoseiKnight (voix)

## Jeux vidéo
- Fire Emblem Fates : Xander
- Fire Emblem Echoes: Shadows of Valentia : Randal
- Fire Emblem Heroes : Bantu, Hubert, Xander
- Fire Emblem Warriors : Xander
- Fire Emblem: Three Houses : Hubert von Vestra
- Fire Emblem Warriors: Three Hopes : Hubert von Vestra
- Fire Emblem Engage : Sombron
- Alchemy Stars : Istvan, Sork (Sork&Bek)

## Vidéo
- TV-Kun Hyper Battle DVD, Kamen Rider Ex-Aid [Cheats] : Kamen Rider Para-DX : Hatena Bugster (voix)